# Marilyn Tavenner
Marilyn B. Tavenner est administratrice des centres des services Medicare et Medicaid (CMS), une agence du département de la Santé et des Services sociaux des États-Unis.
Marilyn Tavenner entreprend des études médicales à la Virginia Commonwealth University, à la suite desquelles elle obtient une licence dans la pratique d'infirmier, et une maîtrise en gestion des services de santé en 1972 et 1989 respectivement.

## Carrière
Commençant sa carrière à l'Hospital Corporation of America, elle y travaille pendant 24 ans, de 1981 à 2005, comme infirmière à l'hôpital Johnston-Willis basé à Richmond, en Virginie, y devenant finalement chef de la direction en avril 1993.
De 2006 à 2010, elle est secrétaire de la santé et des ressources humaines au sein du cabinet du gouverneur de Virginie Tim Kaine. Elle est ensuite recrutée comme administratrice adjointe au CMS, avant d'en devenir l'administratrice principale intérimaire en décembre 2011 à la suite de la démission du Dr Donald M. Berwick.
Le 15 mai 2013, elle prend officiellement le poste d'administratrice, après que celui-ci soit confirmé par un vote du Sénat américain.
Deux ans après, le 16 janvier 2015, elle annonce sa démission future de son poste, qu'elle quittera véritablement en février 2015.